# Narziss

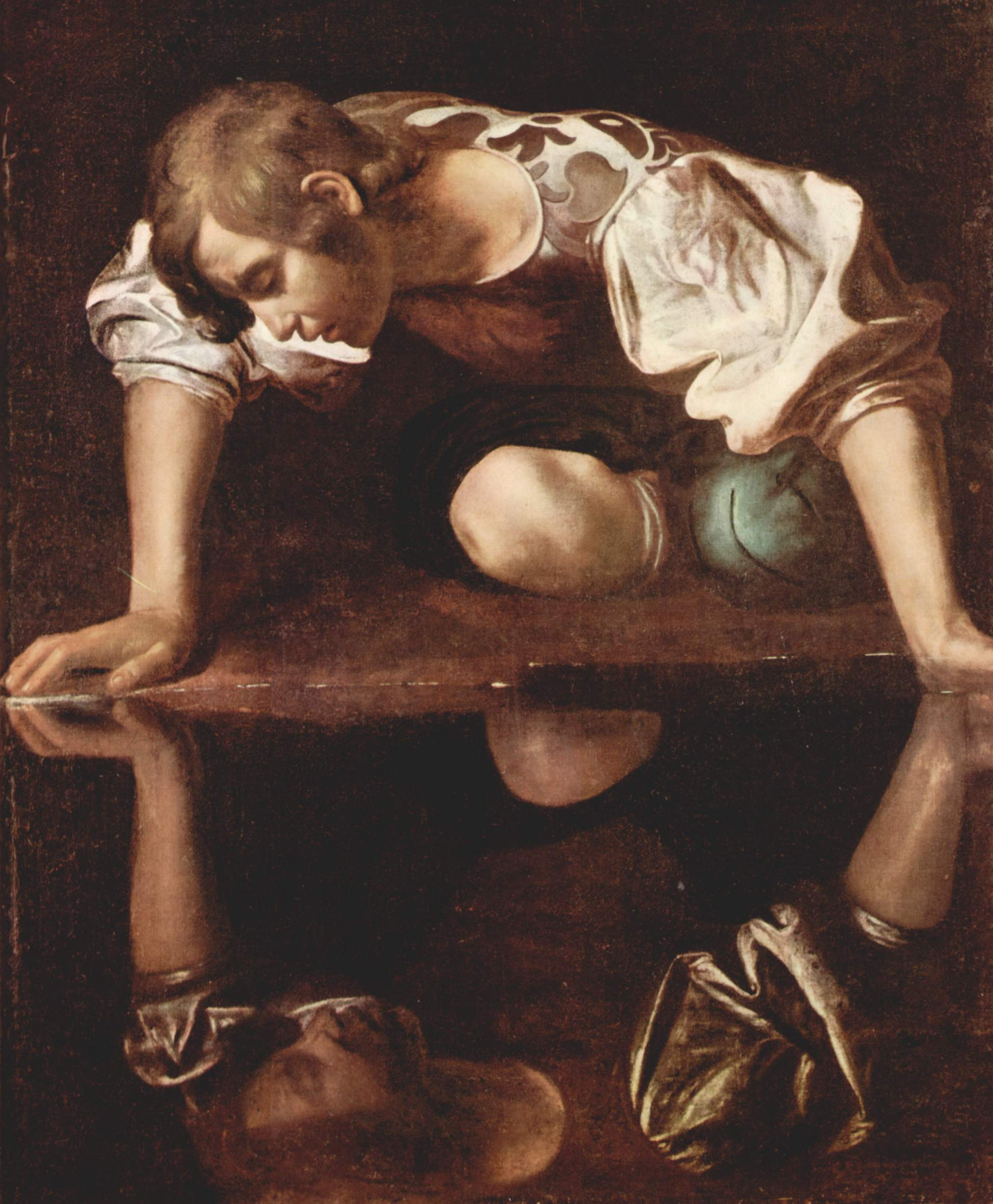
Narziss
(Caravaggio, 1598/99, Galleria Nazionale d’Arte Antica, Rom)

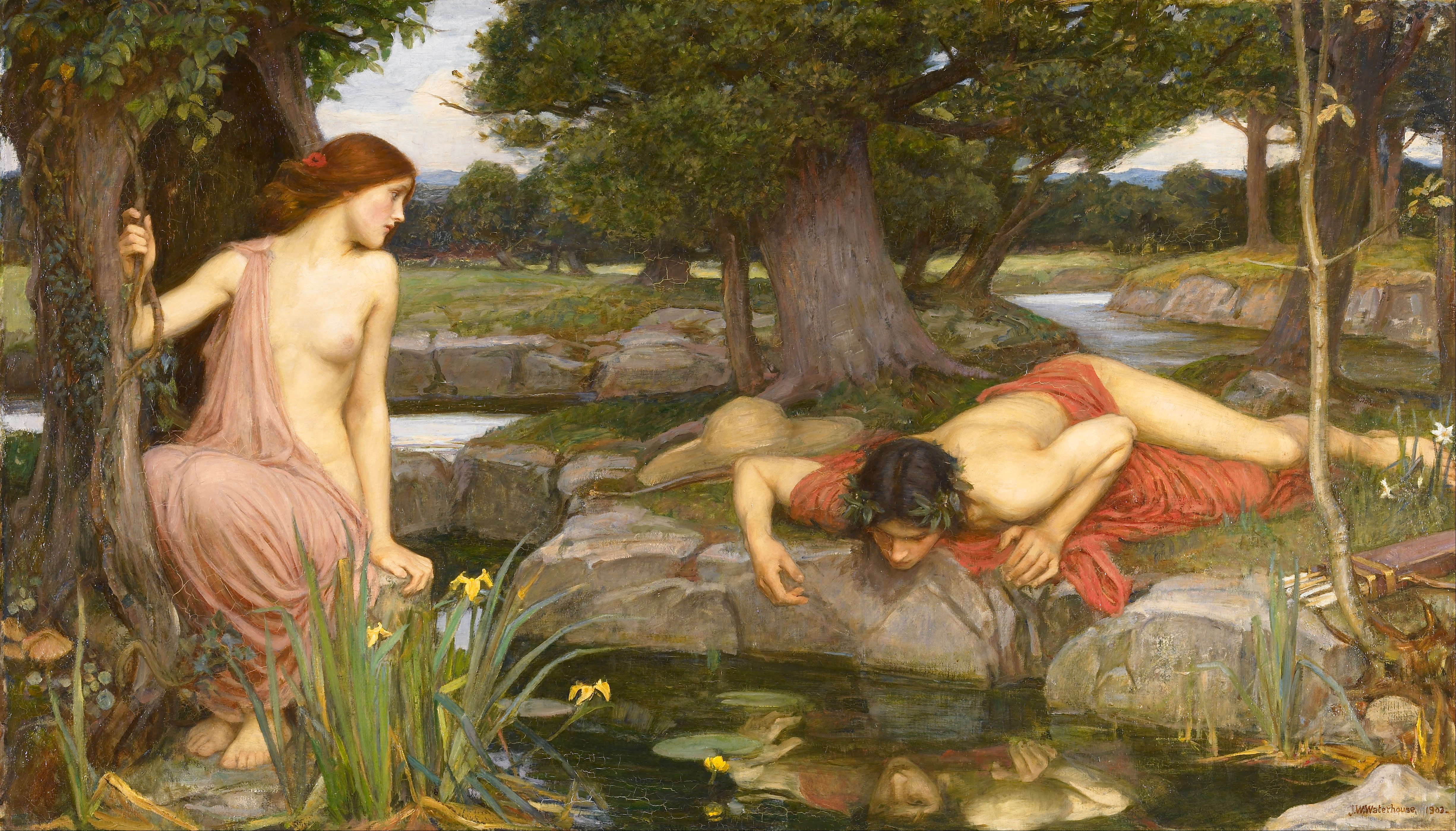
Echo und Narziss
(John William Waterhouse, 1903, Walker Art Gallery, Liverpool)

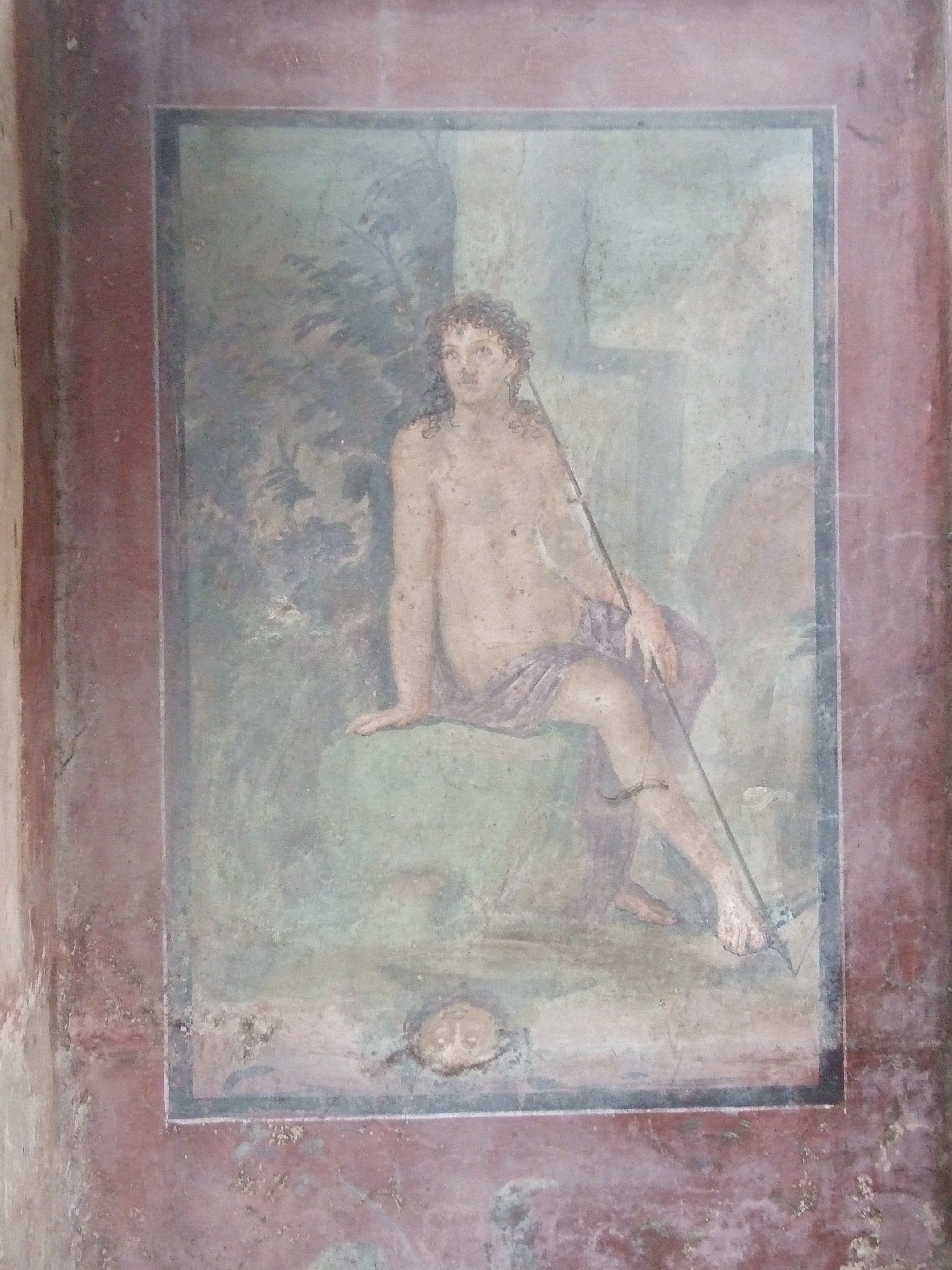
Narziss
(Wandmalerei, Pompeji, um 70 n. Chr.)

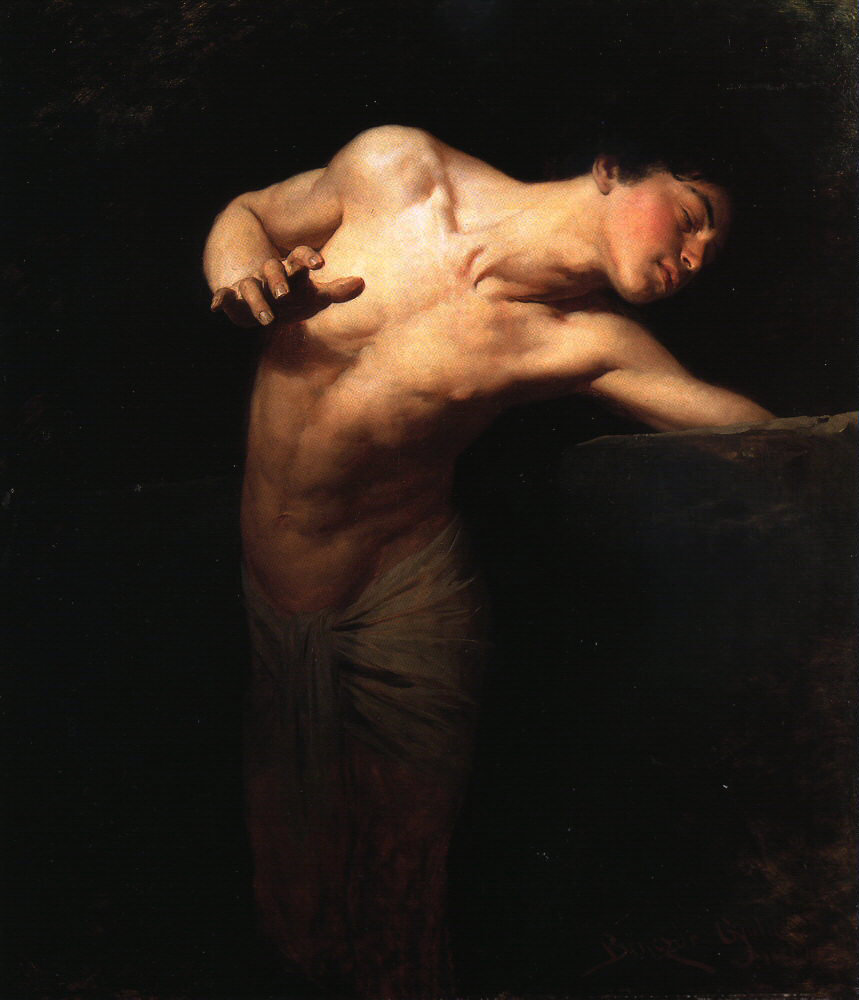
Narziss
(Gyula Benczúr, 1881, Ungarische Nationalgalerie, Budapest)

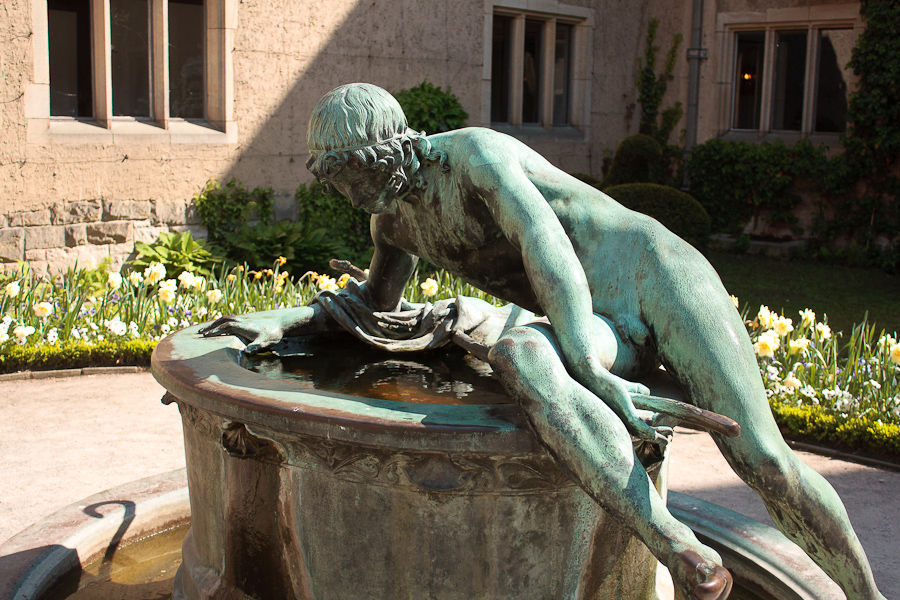
Narzissbrunnen (1896, Hubert Netzer, Cecilienhof Potsdam)

Narziss (griechisch Νάρκισσος Nárkissos, lateinisch Narcissus) ist in der griechischen Mythologie ein schöner Jüngling, der die Liebe anderer zurückwies und sich in sein eigenes Spiegelbild verliebte, vor Sehnsucht dahinschwand und in die gleichnamige Blume verwandelt wurde. Die bei weitem wirkungsmächtigste antike Darstellung gibt Ovid in seinen Metamorphosen.

## Mythos

### OvidsMetamorphosen
Gemäß Buch III der Metamorphosen Ovids hatte der Flussgott Cephisos der Nymphe Liriope Gewalt angetan („vim tulit“). Sie wurde schwanger und gebar Narziss. Dieser war mit 16 Jahren ein schöner Jüngling, der von vielen Liebenden beiderlei Geschlechts begehrt wurde, aber niemanden erhörte. Auch die Nymphe Echo verliebte sich in ihn. Diese war von Juno mit einem Fluch belegt worden, weil sie Jupiters Affären mit schönen Nymphen gedeckt hatte, indem sie Juno mit ihrem Geplauder aufhielt: Sie konnte nun nur mehr die letzten Worte wiederholen, die sie gehört hatte. Echo folgte Narziss auf Schritt und Tritt, konnte ihn aber wegen dieses Fluchs nicht von sich aus ansprechen. Doch als Narziss auf der Jagd seine Begleiter verloren hatte und diese rief, konnte sie ihm echoartig antworten und auf diesem Wege ihre Liebe gestehen. Narziss jedoch wehrte dies brüsk ab, er wolle lieber sterben als ihre Liebe erwidern. Darauf schwand Echo dahin und nur ihre Stimme, das Echo, blieb am Leben.
Narziss verweigerte sich weiterhin allen, die sich in ihn verliebten, bis schließlich ein Verschmähter ausrief, Narziss möge selbst einmal lieben und den Geliebten nie erringen können. Dies vernahm „Rhamnusia“, also die in Rhamnous verehrte Nemesis, und erhörte diese Bitte. Als Narziss an einer idyllisch gelegenen einsamen Quelle, einem Locus amoenus, sein Spiegelbild im Wasser erblickte, verliebte er sich in sein eigenes Bild, ohne zu erkennen, dass es nur eine Widerspiegelung („umbra“, Schatten) war. Er konnte sich dem geliebten Objekt nähern und es erwiderte seine Gebärden, aber erreichen konnte er es nicht. Als seine Tränen ins Wasser fielen und den Wasserspiegel aufrührten, verschwand das Bild. In einem langen Monolog klagte Narziss um das unerreichbare Liebesobjekt und erkannte schließlich sich selbst darin („iste ego sum“, dieser da bin ich). Echo wiederholte seine Wehrufe. Schließlich starb er an seiner unerfüllten Liebe. An der Stelle seines Todes fand sich kein Leichnam, sondern nur eine Blume, in der Mitte gelb und mit weißen Blütenblättern, die als Narzisse interpretiert wird. Den Rahmen von Ovids kunstvoll in Hexametern abgefasster Erzählung bildet eine Weissagung des Teiresias, der vorausgesagt hatte, Narziss werde nur dann alt werden, wenn er sich nicht erkenne („si se non noverit“).

### Konon
Ovids Metamorphosen bieten zwar die erste vollständig erhaltene Fassung des Mythos, diese gilt jedoch nicht als die ursprüngliche oder primäre. Nach Gregor Vogt-Spira handelt es sich zunächst um eine „thespische Lokalsage“, die in den „großen Kreis der griechischen Blumenverwandlungsmythen“ gehöre. In diesem Kontext ist vor allem eine Erzählung des griechischen Mythographen Konon von Bedeutung, der etwa gleichzeitig mit Ovid gelebt hat. Sie ist Teil seiner Diegeseis, von der Auszüge im Myrobiblon des byzantinischen Patriarchen Photios überliefert sind.
Gemäß dieser knappen Erzählung wuchs der schöne Knabe Narziss in Thespiai in Boiotien auf und war ein Verächter des Liebesgottes Eros und seiner Verehrer. Die meisten Liebhaber hätten ihre Bemühungen um Narziss irgendwann aufgegeben, doch der Jüngling Ameinias habe nicht aufgehört, ihn zu bedrängen. Narziss habe ihn jedoch nicht erhört, sondern ihm sogar ein Schwert geschickt, mit dem sich Ameinias dann vor der Tür des Narziss umgebracht habe. Zuvor habe er aber Eros um Rache angefleht. Als nun Narziss sein Spiegelbild im Wasser einer Quelle gesehen habe, sei er „als einziger und erster von einer abnormen Liebe zu sich selbst ergriffen worden“. Er habe sich in dieser Situation schließlich selbst getötet, weil er keinen Ausweg gesehen habe und diese Selbstliebe als gerechte Strafe für sein schuldhaftes Verhalten gegenüber Ameinias gesehen habe. Die Einwohner von Thespiai hätten ihren Eroskult daraufhin noch weiter intensiviert (Erotidia). Sie glaubten, dass an der Stelle, wo Narziss sein Blut vergossen habe, zum ersten Mal eine Narzisse aufgeblüht sei.

### Die Oxyrhynchus-Papyri
Ein 2004 bekannt gewordenes und um die Mitte des 1. Jahrhunderts v. Chr. datiertes Papyrusfragment aus den Oxyrhynchus Papyri, P. Oxy. LXIX 4711, erzählt den Mythos in der Form, wie sie auch bei Konon überliefert ist. Narziss, nur von männlichen Verehrern bedrängt, lehnt alle Anträge ab; jammernd sah er sein Gesicht in einer Quelle, entzückend wie ein Traum, und er weinte um seine Schönheit. Dann vergoss er sein Blut und gab es der Erde. Die Erzählung wird meist Parthenios von Nikaia zugeschrieben und bezeugt wie die Fassung Konons die für diesen Mythos im griechischen Kulturraum wichtige päderastische Komponente: Narziss, der sich dem Dasein als Eromenos entzieht.

### Pausanias
Bernd Manuwald vermutete 1975, dass Konons Erzählung die Bearbeitung einer lokalen Sage sei, deren ursprüngliche Form wohl der von dem griechischen Geographen Pausanias in seiner Beschreibung Griechenlands berichteten Fassung entspreche. Pausanias gibt sie so wieder: Narziss habe in eine Quelle geblickt und sein Spiegelbild gesehen, ohne zu verstehen, dass es sich eben nur um ein Spiegelbild handelte. Er soll sich, ohne es zu wissen, in sich selbst verliebt haben und an dieser Liebe gestorben sein. Pausanias hielt diese Geschichte jedoch für völlig unglaubwürdig: Jemand, der alt genug sei, sich zu verlieben, werde doch ein Spiegelbild von einem wirklichen Menschen unterscheiden können. Auch sei die Narzisse längst vor dieser Geschichte bekannt gewesen. Ferner überliefert Pausanias eine weitere Version des Mythos: Narziss habe eine Zwillingsschwester gehabt, die ihm sehr ähnlich gesehen habe und auch die gleiche Kleidung und Haartracht getragen habe wie er. Er habe sich in sie verliebt und habe nach ihrem Tod in diese Quelle geschaut. Die Vorstellung, er sehe im Spiegel des Wassers das Bild seiner Schwester, habe sein Liebesleid mildern können.

### Eine neue Theorie zur Herkunft
Aufgrund unveröffentlichter Inschriften aus Eretria auf Euböa und bisher vernachlässigter Indizien vermutet der Althistoriker Denis Knoepfler neuerdings, dass der Ursprung des Mythos von Narziss nicht in Böotien, sondern im Heiligtum des Narkittos in Amarynthos bei Eretria, also weiter südlich, anzusiedeln sei. Anders als die hellenistisch-römischen Quellen, die Narziss als einen jungen Schönling betrachten, wird er dort als mächtige Naturgottheit dargestellt. Dabei scheint dieselbe mythische Figur angesprochen zu werden, die ansonsten als Hyakinthos bekannt ist, der in der griechischen Region Amyklai und im Einflussgebiet Spartas verehrt wurde.

## Rezeptionsgeschichte

### Bildende Kunst und Literatur

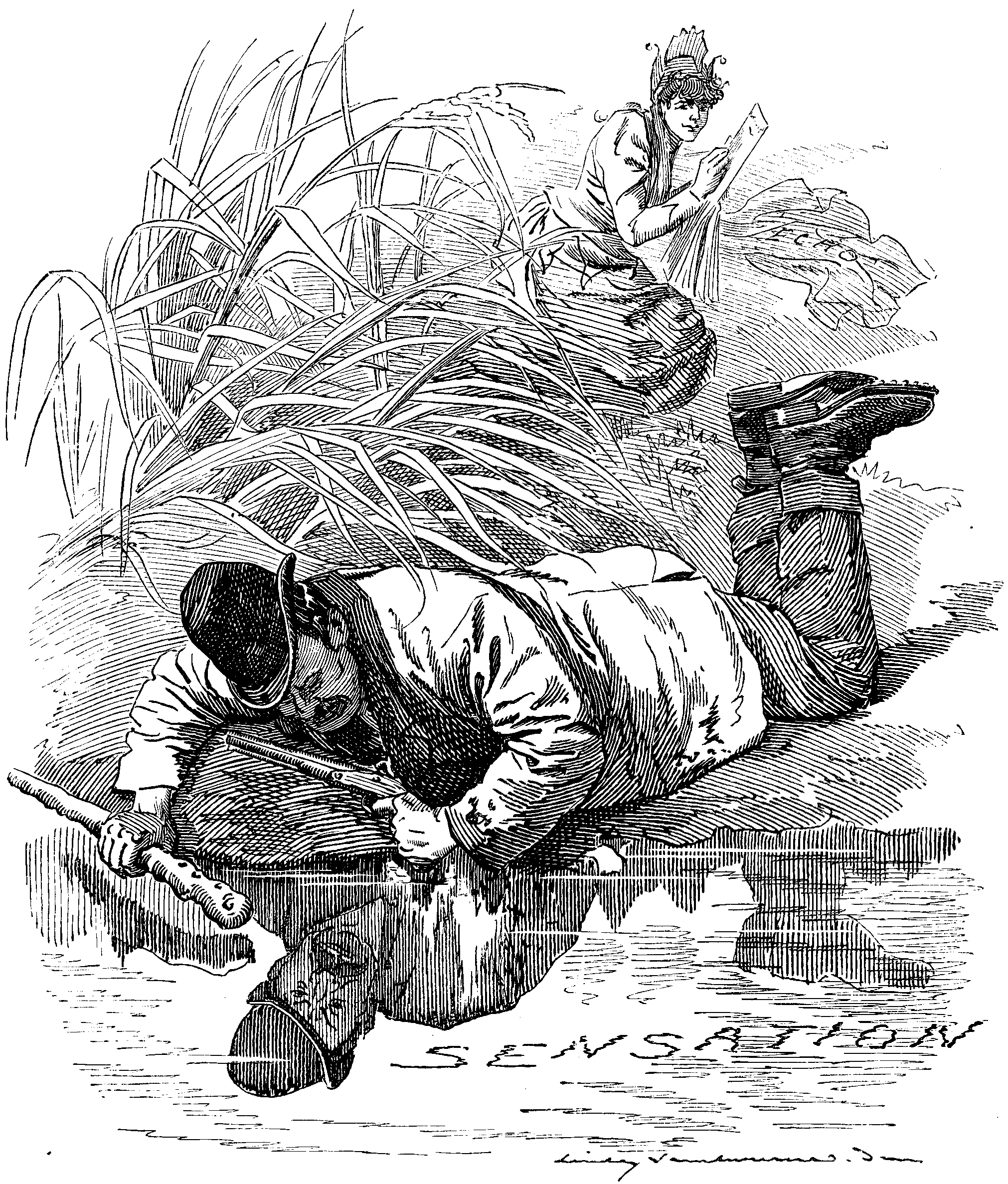
Cartoon aus der satirischen Zeitschrift Punch

Narziss war schon in der Antike ein beliebter Gegenstand der bildenden Kunst. So finden sich Darstellungen des Narziss auf geschnittenen Steinen, späten Reliefs und besonders auf Sarkophagen. Am bekanntesten sind die etwa fünfzig Wandgemälde mit Darstellungen des Narziss, die in Pompeji gefunden wurden. Sie zeigen ihn in verschiedenen Variationen als Jäger am Wasser sitzend und sein Spiegelbild (nicht immer mit dargestellt) betrachtend.
In der Renaissance argumentierte Leon Battista Alberti, Narziss sei der Erfinder der Malerei, weil er sich in sein eigenes Abbild verliebte.
Skulpturen schufen Benvenuto Cellini (Florenz, Museo nazionale del Bargello) und Gabriel Grupello (Brüssel, Musées royaux d’art et d’histoire). Gemälde stammen von Girolamo Mocetto, Giovanni Antonio Boltraffio (London, National Gallery; Florenz, Uffizien), Francesco Ubertini (Florenz, Palazzo Corsini), Jacopo Tintoretto (Rom, Galleria Colonna), Michelangelo Merisi da Caravaggio (Rom, Galleria Nazionale d’Arte Moderna), Domenichino (Rom, Palazzo Farnese), Nicolas Poussin (Paris, Musée du Louvre; Dresden, Gemäldegalerie Alte Meister), Claude Lorrain (London, National Gallery), Guido Cagnacci (Braunschweig, Städtisches Museum), Pier Francesco Mola (Oxford, Ashmolean Museum), René-Antoine Houasse (Versailles, Grand Trianon), François Lemoyne (Hamburg, Kunsthalle), George Frederic Watts (London, Tate Gallery).
Bei dem Werk „Eco y Narciso“ des spanischen Dichters Pedro Calderón de la Barca verbleibt der junge Narciso anfangs in einer Höhle, da die Mutter ihn vor der Prophezeiung schützen will. Die Mutter vergiftet die Zunge Echos, sodass diese nur noch gelähmt die letzten Wortsilben wiederholen kann. An der Wende zum 20. Jahrhundert wird Narziss vor allem bei den französischen Schriftstellern André Gide (Traktat vom Narziß) und Paul Valéry (Narziss spricht) zur Personifikation einer rein selbstbezüglichen Dichtung, wie sie in der Moderne oft intendiert wird. Von Rainer Maria Rilke stammen zwei Gedichte und ein Gedichtsentwurf mit der Überschrift Narziss. Hermann Hesse schrieb einen Roman mit dem Titel Narziß und Goldmund.
Die bekanntesten Bearbeitungen des Echo-und-Narziss-Stoffes für die Bühne dürften neben der Calderón-Komödie (1661) Glucks Oper „Echo et Narcisse“ (1779) sowie Nikolai Tscherepnins Ballett „Narcisse et Echo“ (1911) sein.

### Rezeption des Mythos in der Psychologie
Bereits seit dem frühen 19. Jahrhundert werden Phänomene der Selbstliebe und des Autoerotismus mit Bezug auf den Narziss-Mythos beschrieben und gedeutet. Durch Sigmund Freud wurde der psychologische Terminus Narzissmus populär, der sowohl eine infantile Entwicklungsphase, ein gesundes Selbstwertgefühl als auch eine psychopathologische Störung bezeichnen kann und inzwischen auch in die Umgangssprache Eingang gefunden hat.